# Pedro Caro y Szechenyi
Pedro Caro y Széchényi (Palma de Mallorca, 3 de julio de 1849-11 de abril de 1916), VI marqués de la Romana, fue un noble y político español.

## Biografía
Fue uno de los hijos del matrimonio formado por Pedro Caro y Álvarez de Toledo (1827-1888) (que desde 1855 sería V marqués de la Romana) y su esposa la condesa Elise Széchényi de Sárvár-Felsövidék (1827-1910), de familia húngara. Sus padres contrajeron matrimonio en 1847 en Viena, donde su padre vivía exiliado como consecuencia de su filiación con el pretendiente al trono, el infante Carlos María de Borbón.
Pedro nacería en Palma de Mallorca el 3 de julio de 1849, cuando su padre había vuelto de su exilio a la capital balear de donde era originaria su familia. Del matrimonio de sus padres nacerían otros vástagos:
- María (1853-1897), casada en 1875 con Carlos Manuel Martínez de Irujo y del Alcázar, VIII duque de Sotomayor.
- José (1854-1936).
- Álvaro (1856-1923), caballero de la Orden de Montesa; casado con Isabel Guillamas y Piñeyro, VIII marquesa de Villamayor.
- María del Pilar (1864-1931) casada en primeras nupcias en 1886 con José Maria de Guillamas y Piñeyro, X marqués de San Felices;  en segundas, en 1899, con su cuñado, viudo de su hermana María, Carlos Manuel Martínez de Irujo y del Alcázar, VIII duque de Sotomayor; y en terceras, en 1922 con su primo Pedro de Alcántara Alvarez de Toledo y Samaniego, XII marqués de Martorell.
- Joaquina (1867-1961), casada con el mexicano Francisco de Paula Fernández del Valle y Martínez Negrete, I marqués del Valle.

Contrajo matrimonio con María de la Piedad Martinez de Irujo y del Alcázar (1858-1898), hija de Carlos Fernán Martínez de Irujo y MacKean, II. marqués de Casa-Irujo y de Gabriela del Alcázar y Vera de Aragón, VII duquesa de Sotomayor.

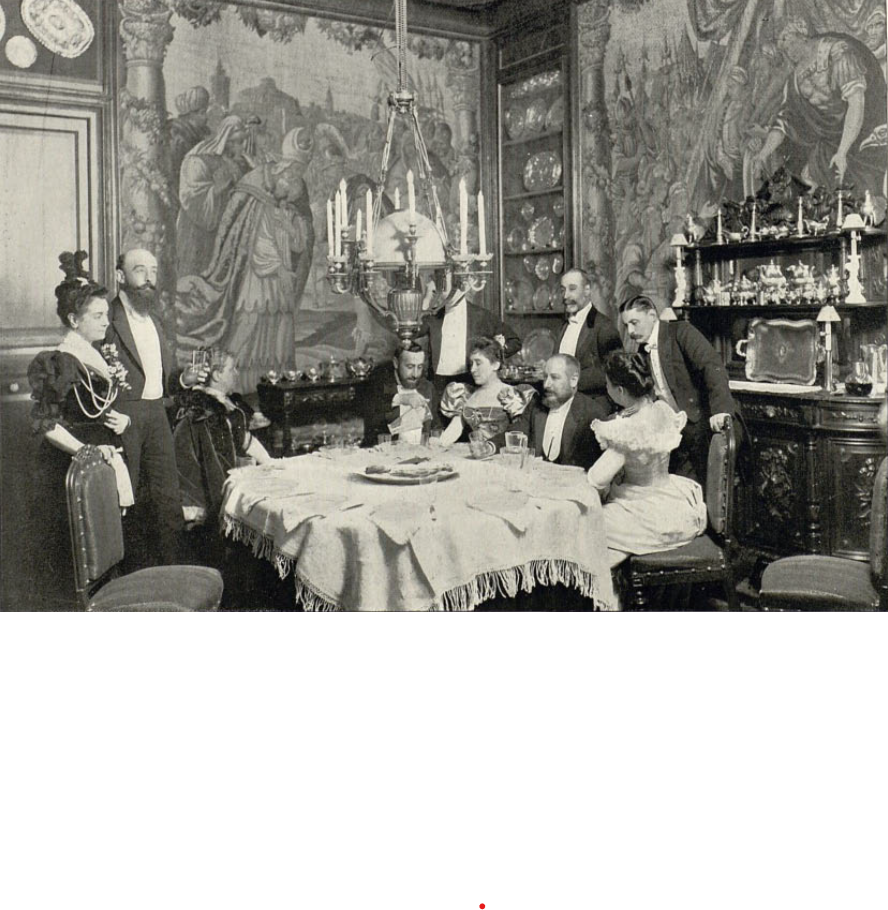
Pedro Caro con familiares e invitados retratados en su palacio de Madrid hacia 1897 como parte del libro Los Salones de Madrid.

El libro Los salones de Madrid describió su residencia antes de su publicación en 1898, cuando aún vivía su esposa. El autor del libro, Eugenio Rodríguez Ruiz de la Escalera, le describía en esa obra:
Es el Marqués de la Romana un cumplido caballero, que consagra fervoroso culto á las glorias de sus antepasados; ha formado en su palacio un magnífico archivo, donde se guardan en rica y blasonada estantería de roble tallado todos los papeles de la Casa, entre los que ocupa puesto muy importante la correspondencia del General Marqués de la Romana que se refiere á la famosa expedición á Dinamarca; también se conservan allí, encerradas en elegante vitrina, la faja y la espada de aquel ilustre General.
Quedó viudo en 1898.
En 1903 fue elegido diputado por el distrito electoral de Navalmoral de la Mata, donde tenía extensas propiedades. Volvería a ser elegido en 1907 por el mismo distrito.
Murió el 11 de abril de 1916, en su palacio de la madrileña calle de Segovia.

## Matrimonio y descendencia
De su matrimonio con María de la Piedad Martínez de Irujo y del Alcázar, tuvo dos hijos:
- Pedro Caro y Martínez de Irujo (1882-1935), casado con María de la Asunción Falcó y de la Gandara, XV marquesa de Almonacid de los Oteros
- María de la Piedad Caro y Martínez de Irujo (1884-1965), I duquesa de Santo Buono; casada con Diego del Alcázar y Roca de Togores, IX marqués de Peñafuente; con descendencia.

## Títulos, órdenes y cargos

### Títulos
- VI marqués de la Romana, con grandeza de España. (1889)[4]

### Órdenes

#### Reino de España
- Orden de Montesa
  - Clavero (23 de marzo de 1901)[5][6]
  - Caballero (14 de enero de 1897)[7][8]

- Caballero gran cruz de la orden de Carlos III. (16 de febrero de 1914)[9][10]
- Caballero de la Real Maestranza de Caballería de Valencia.

### Extranjeras
- Caballero de primera clase de la Orden de Santa Ana ( Imperio ruso)

- Caballero gran cruz de la Orden del Redentor ( Grecia)

### Cargos
- Gentilhombre de cámara con ejercicio y servidumbre del rey de España.[11]
- Consejero del Consejo de Órdenes (!2 de julio de 1914).[12][13]
- Diputado (1903-1904, 1907-1910)[3]